# Verneugheol
Verneugheol település Franciaországban, Puy-de-Dôme megyében. Lakosainak száma 227 fő (2022. január 1.). Verneugheol Laroche-près-Feyt, Saint-Merd-la-Breuille, Giat, Herment, Saint-Étienne-des-Champs, Saint-Germain-près-Herment, Sauvagnat és Voingt községekkel határos.

## Népesség
A település népessége az elmúlt években az alábbi módon változott:
| Lakosok száma | 251  | 244  | 256  | 241  | 239  | 236  | 233  | 230  | 227  |
|               | 2013 | 2015 | 2016 | 2017 | 2018 | 2019 | 2020 | 2021 | 2022 |